# Antonio Rosati
Antonio Rosati (* 26. Juni 1983 in Tivoli) ist ein italienischer Fußballtorhüter, der bei der AC Florenz unter Vertrag steht.

## Karriere
Rosati spielte bis 2004 in der Jugend der US Lecce, die ihn in den Profikader aufnahm. In der Spielzeit 2004/05 kam er zu einem Einsatz, als er am 13. Februar 2005 sein Debüt in der Serie A gegen Chievo Verona gab. Die Hinrunde der Spielzeit 2005/06 absolvierte er dann auf Leihbasis bei Sambenedettese Calcio 1923, wo er in acht Partien zum Einsatz kam. Für die Rückrunde kehrte er als Ersatztorwart zur abstiegsbedrohten US Lecce zurück und absolvierte ein weiteres Spiel. Nach dem Abstieg in die Serie B verblieb Rosati bei Lecce und kam regelmäßig zu Einsätzen. In den Zweitligaspielzeiten 2006/07 und 2007/08 kam er so zu insgesamt 31 Spielen, in denen er das Tor der Apulier hütete. Am Ende dieser Zeit gelang zudem der Wiederaufstieg, sodass sich Rosati erneute einem neuen Konkurrenten beugen musste und die meiste Zeit auf der Ersatzbank Platz nahm. Die beiden folgenden Spielzeiten jedoch stand Rosati als Stammtorhüter sowohl in der Saison 2009/10 (in der der direkte Wiederaufstieg gelang), als auch in der Saison 2010/11, im Tor der US Lecce.
Zur Spielzeit 2011/12 wechselte Rosati zur SSC Neapel, konnte sich allerdings nicht gegen seinen Kontrahenten Morgan De Sanctis durchsetzen, sodass dieser weiter als Nummer eins gesetzt blieb. Auch in der darauffolgenden Saison war er als Ersatzmann Neapels im Kader. Als vor Beginn der Spielzeit 2013/14 mit Pepe Reina ein erfahrener Torhüter von Weltklasseformat und das hoffnungsvolle Talent Rafael verpflichtet wurden, erschwerte sich Rosatis Stand im Verein zusehends. Demzufolge wurde entschieden, dass er für die Hinrunde an die US Sassuolo Calcio verliehen wird. Bis zum Wintertransferzeitraum absolvierte er allerdings lediglich zwei Partien für Sassuolo. Nachdem er sich auch in der abstiegsbedrohten Mannschaft von Sassuolo nicht durchsetzen konnte, wurde er für den Rest der Saison an die AC Florenz verliehen, und dient aktuell als Ersatztorwart für Stammkeeper Neto.
Anfang Februar 2021 wechselte Rosati erneut zum AC Florenz. Tatsächlich eingesetzt wurde er nicht.

## Erfolge
- Italienischer Serie-B-Meister: 2009/10
- Coppa-Italia-Sieger: 2011/12